# Ricardo Alegre Bojórquez
Ricardo Alegre Bojórquez (Veracruz, 4 de marzo de 1959) es un político y empresario mexicano, reconocido por haber sido diputado por la LIX Legislatura del Congreso de la Unión entre 2003 y 2006 como miembro del Partido Acción Nacional.

## Biografía
Alegre nació en Veracruz en 1959. Vinculado con el Partido Acción Nacional, en la década de 2000 desempeñó varios cargos dentro del partido hasta que en el año 2003 tomó protesta como Diputado Propietario por la LIX Legislatura del Congreso de la Unión en representación de Querétaro. Durante su mandato integró diversas comisiones como las de economía y recursos hidráulicos, y ofició como secretario de la comisión de energía. Permaneció en su cargo hasta el 31 de agosto de 2006.
Continuó ocupando diversos cargos políticos a lo largo de su carrera y en representación del Instituto del Fondo Nacional de la Vivienda para los Trabajadores. En la actualidad oficia como Secretario de Desarrollo Sustentable del Municipio de Corregidora en el estado de Querétaro.